# Struthio molybdophanes
El avestruz somalí (Struthio molybdophanes) es una especie de ave estrutioniforme de la familia Struthionidae que fue considerada como subespecie del avestruz común (Struthio camelus) hasta que estudios hicieron hincapié en las diferencias de las distintas subespecies, siendo S. c. molybdophanes erigida como una nueva especie por BirdLife International. Luego se han unido otros como Clements, el IOC y Zoonomen.

## Sistemática y evolución
Varias evidencias moleculares indican que la Gran Falla de África Oriental ha constituido una barrera geográfica que ha aislado la taxonomía de esta especie  del avestruz norteafricano (S. c. camelus), y las diferencias ecológicas y de comportamiento lo han diferenciado genéticamente del vecino avestruz masái (S. c. massaicus).  Un examen del ADN mitocondrial del taxón del Struthio, incluyendo el extinto avestruz árabe (S. c. syriacus) ha demostrado que el avestruz de Somalia es filogenéticamente distinto, habiendo divergido de su ancestro común en algún momento entre 3,6 y 4,1 millones de años.

## Distribución y hábitat
El avestruz de Somalia se encuentra en África Oriental, desde el nordeste de Etiopía, Somalia hasta el nordeste de Kenia. Su área de distribución se corresponde aproximadamente con el llamado Cuerno de África.
El avestruz somalí se diferencia ecológicamente del avestruz masái, con el que coincide en algunas zonas, pero prefiere las zonas con más arbustos y vegetación más espesa, alimentándose principalmente de hojas, frutos y brotes tiernos, mientras que el avestruz masái prefiere buscar alimento en la sabana abierta. Existen informes que atestiguan dificultades de emparejamiento entre ambos taxones.

## Descripción
Aunque superficialmente es similar a otras especies de avestruz, la piel del cuello y de los muslos del avestruz de Somalia es de un color gris azulado (y no rosado), que adquiere una tonalidad azulada y brillante en el macho durante la estación de apareamiento. El cuello carece del anillo de plumas blancas habitual en las demás especies de avestruces, y las plumas de la cola son completamente blancas. Las hembras son ligeramente más grandes que los machos y su plumaje es más pardo que el de las hembras de otras especies de avestruz.

## Conservación
Un informe de la Unión Internacional para la Conservación de la Naturaleza de 2006 sugiere que el avestruz de Somalia era común en las regiones del centro y del sur de Somalia entre 1970-1990. Sin embargo, tras las sucesivas guerras civiles y la desintegración política del país, ante la ausencia de un programa de conservación efectivo, su distribución y número no han dejado de reducirse debido a la caza descontrolada por su carne y huevos, por lo que ha sido erradicado de muchos lugares.